# Grady County, Georgia
Grady County är ett administrativt område i delstaten Georgia, USA, med 25 011 invånare. Den administrativa huvudorten (county seat) är Cairo. 

## Geografi
Enligt United States Census Bureau så har countyt en total area på 1 192 km². 1 186 km² av den arean är land och 6 km² är vatten.

### Angränsande countyn
- Mitchell County, Georgia - nord
- Thomas County, Georgia - öst
- Leon County, Florida - syd
- Gadsden County, Florida - sydväst
- Decatur County, Georgia - väst